# 1919 год в истории железнодорожного транспорта
1919 год в истории железнодорожного транспорта

## События
- 22 мая — в Польше основана локомотивостроительная компания Fablok.
- 1 сентября — в Латвии открыта железнодорожная станция Айзкраукле.
- Основана Латвийская железная дорога.

## Персоны

### Родились
- 23 сентября Михаи́л Саве́льевич А́льтер — донецкий историк-краевед и еврейский историк, журналист газеты «Железнодорожник Донбасса», «Почётный железнодорожник».

### Скончались
- Елизаров, Марк Тимофеевич — российский революционер, советский государственный деятель.